# Gerd Reuter
Gerd Reuter (* 6. Oktober 1944 in Offenbach am Main; † 19. Dezember 2017 in Berlin) war ein deutscher Journalist. Er war langjähriger Korrespondent der Deutschen Presse-Agentur, zuletzt Koordinator des „Bundesteams“ der dpa in Berlin.
Reuter wurde unter anderem bekannt mit seinem Blog „Klare Kante“.